# Верховный комиссар по делам национальных меньшинств
Верхо́вный комиссар по дела́м национа́льных меньши́нств — должностное лицо ОБСЕ. Пост учреждён в 1992 году на Хельсинкском саммите СБСЕ. Управление располагается в Гааге. Основной метод работы — «тихая дипломатия», задачи — раннее предупреждение конфликтов и срочные действия по предотвращению перерастания межэтнической напряжённости в конфликт. Комиссар назначается на трёхлетний период, который может быть продлён не более чем на один трёхлетний срок.
ВКНМ не рассматривает нарушения обязательств в рамках ОБСЕ в отношении отдельных лиц и не рассматривает вопросы национальных меньшинств в ситуациях, связанных с терроризмом. Проблемы национальных меньшинств в том государстве, гражданином которого является комиссар, и проблемы того национального меньшинства, к которому он принадлежит, он может рассматривать лишь при особом согласии всех непосредственно причастных сторон, включая государство, о котором идёт речь.

## Комиссары
- Макс ван дер Стул ( Нидерланды) — с 1 января 1993 по 30 июня 2001.
- Рольф Экеус[англ.] ( Швеция) — с 1 июля 2001 по 3 июля 2007.
- Кнут Воллебек[англ.] ( Норвегия) — с 4 июля 2007 по 19 августа 2013.
- Астрид Турс ( Финляндия) — с 20 августа 2013 года по 19 августа 2016 года.[1]
- Ламберто Заньер ( Италия) — с 19 июля 2017 года по 18 июля 2020 года.[2]
- Кайрат Абдрахманов ( Казахстан) — с 4 декабря 2020 года.[3].